# Bonoso (usurpador)
Bonoso (em latim: Bonosus) foi um usurpador romano contra o imperador Probo. A única fonte literária para sua história é a pouco confiável História Augusta.

## História
Nascido na Hispânia, seu pai era britânico e sua mãe, gaulesa. Ele perdeu o pai, um retórico e "letrado", muito cedo, mas sua mãe conseguiu dar-lhe uma boa educação. Ele teve uma brilhante carreira militar na luta contra os bárbaros durante o governo do imperador Cláudio II, ascendendo rapidamente na hierarquia e ostentava uma ficha impecável. 
No reinado de Aureliano, o imperador, por motivos políticos, fez com que ele se casasse com a princesa goda, Hunilda, e confiou-lhe o comando da frota que patrulhava os litorais da Gália e da Britânia. Porém, quando Bonoso estava na fronteira do Reno, os germanos conseguiram incendiar e destruir a frota que estava sob seu comando.
Temeroso das consequências do desastre, ele se auto-proclamou imperador por volta de 281 em Colônia Agripina juntamente com Próculo. Porém, nem assim ele conseguiu se livrar da fúria do imperador Probo que, depois de um longo e difícil conflito, conseguiu finalmente derrotá-lo. Bonoso, sem mais opções, enforcou-se.
Ele deixou a esposa e os dois filhos, que foram tratados honrosamente por Probo.